# Zezé (futebolista)
Antônio José da Silva Gouveia, mais conhecido como Zezé (Muriaé, 30 de junho de 1957 — Recreio, 30 de dezembro de 2008) foi um futebolista brasileiro que atuou como ponta-esquerda. Zezé jogou boa parte de sua carreira no Fluminense.

## Morte
Zezé morreu aos 51 anos em 30 de dezembro de 2008.

## Títulos
Fluminense
- Campeonato Carioca: 1976 e 1980

Flamengo
- Campeonato Brasileiro: 1982 e 1983